# Schrankogel
Schrankogel är ett berg i Österrike. Det ligger i distriktet Imst och förbundslandet Tyrolen, i den västra delen av landet. Toppen på Schrankogel är 3 497 meter över havet.
Den högsta punkten i närheten är Zuckerhütl, 3 507 meter över havet, 9,8 km sysost om Schrankogel. Närmaste större samhälle är Sölden, 11,4 km sydväst om Schrankogel. 
Trakten runt Schrankogel består i huvudsak av kala bergstoppar och isformationer.